# Omul-păianjen (film)
Omul-păianjen  (titlu original: Spider-Man) este un film SF cu supereroi american din 2002 regizat de Sam Raimi. În rolurile principale joacă actorii Tobey Maguire, Willem Dafoe, Kirsten Dunst și James Franco.

## Prezentare
Peter Parker devine "Omul Păianjen" în urma unei mușcături a unui păianjen radioactiv. După moartea unchiului său Ben, Peter învață că odată cu mari puteri vin și mari responsabilități.

## Distribuție
- Tobey Maguire ca Peter Parker / Omul Păianjen
- Willem Dafoe ca Norman Osborn / Green Goblin
- Kirsten Dunst ca Mary Jane Watson:
- James Franco ca Harry Osborn
- Cliff Robertson ca Ben Parker
- Rosemary Harris ca [[May Parker
- J. K. Simmons ca J. Jonah Jameson
- Joe Manganiello ca Eugene "Flash" Thompson
- Bill Nunn ca Joseph "Robbie" Robertson
- Michael Papajohn ca Dennis Carradine
- Elizabeth Banks ca Betty Brant